# Lehrplan 21

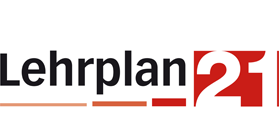
Logo Lehrplan 21 der D-EDK

Der Lehrplan 21 harmonisiert als gemeinsamer Lehrplan die Volksschule in 21 Kantonen der Deutschschweiz. Der Lehrplan wurde in einem gleichnamigen Projekt der Deutschschweizer Erziehungsdirektorenkonferenz (D-EDK) von 2010 bis 2014 ausgearbeitet, ebenso wie die «Grundlagen für den Lehrplan 21». Die ersten 11 Schuljahre werden dabei in drei Zyklen unterteilt. Zyklus 1 sind vier Jahre und damit in den meisten Kantonen zwei Kindergartenjahre und die ersten zwei Jahre der Primarschule. Zyklus 2 sind ebenfalls 4 Jahre, Klassen drei bis sechs der Primarschule. Zyklus 3 umfasst drei Jahre der Sekundarstufe I. Ziele sind, dass Schüler von einer Schule eines Kantons in einen anderen wechseln können. Wirtschaft, Arbeit, Haushalt, Medien und Informatik, Berufliche Orientierung, Bildung für nachhaltige Entwicklung bekommen Raum. Themen werden verstärkt fächerübergreifend behandelt. Wie Stundenpläne aussehen und wie die Noten vergeben werden, ist nicht geregelt und bleibt den Kantonen überlassen.

## Rechtsgrundlage
Die gesetzliche Grundlage im weiteren Sinn bildet die «Verwaltungsvereinbarung über die Durchführung des Erarbeitungsprojekts für einen sprachregionalen Lehrplan (Projektvereinbarung Lehrplan 21)» der D-EDK vom 18. März 2010.
Diese Verwaltungsvereinbarung (Projektvereinbarung Lehrplan 21) ist mangels rechtsetzendem Charakter keine Rechtsgrundlage im engeren Sinn. Der unverbindliche Charakter des Lehrplans 21 wird durch die Projektvereinbarung bestätigt, in dem die Konferenz der Projektkantone lediglich über die Freigabe der definitiven Lehrplanvorlage zur Einführung in den Kantonen beschliesst und die an der Erarbeitung beteiligten Kantone autonom über die Umsetzung entscheiden. In der Verwaltungsvereinbarung (Ziffer 4 Absatz 2 Satz 2) heisst es dazu: Der Entscheid über die Einführung des Lehrplans im Kanton sowie die Erarbeitung allfälliger hierfür nötiger Anpassungen und Ergänzungen liegt in der Zuständigkeit der Kantone (...).
Die D-EDK wurde für den Lehrplan 21 geschaffen, weil das Bildungswesen in der Hoheit der einzelnen Kantone liegt. Der Lehrplan 21 der deutsch- und mehrsprachigen Kantone beruht auf einer freiwilligen Koordination. Er gilt als interkantonales Soft Law mit Demokratiedefizit, weil weder Parlamente noch das Volk über ihn befinden konnten.

## Grundlagen für den Lehrplan 21
Wichtige Reformelemente des Lehrplans 21 wurden mit dem «Projekt Schule 21» von 1995 bis 2003 von Ernst Buschor im Rahmen der Wirkungsorientierten Verwaltungsführung (wif!) in Versuchsschulen im Kanton Zürich eingeführt. Der Lehrplan 21 wurde damit gleichsam vorweggenommen. 1999 wurde damit gerechnet, die Schule 21 in drei bis vier Jahren flächendeckend umsetzen zu können.
Am 21. Mai 2006 stimmte das Volk für den Bildungsartikel in der Bundesverfassung, mit dem die Eckwerte des Bildungswesens in der ganzen Schweiz harmonisiert werden sollten.
Im September 2006 setzte die D-EDK eine sechsköpfige Projektgruppe ein, um die Grundlagen für den Lehrplan zu erarbeiten. Die Projektgruppe ging über eine blosse Harmonisierung der bestehenden Lehrpläne der Kantone hinaus und erarbeitete ein Konzept für einen völlig neuen Lehrplan mit einem neuen Unterrichtsverständnis, der Kompetenzorientierung nach Weinert.
Die Projektgruppe begründete ihre neue Lehrplankonzeption damit, dass sich moderne Bildungssysteme und Lehrpläne an Kompetenzen orientieren würden.

«Mit der Kompetenzorientierung ergibt sich eine veränderte Sichtweise auf den Unterricht. Lernen wird verstärkt als aktiver, selbstgesteuerter, reflexiver, situativer und konstruktiver Prozess verstanden.»

Die Kompetenzorientierung auf der Unterrichtsstufe ist das selbstgesteuerte Lernen, das als kompetenzfördernd bezeichnet wird.
Nach Weinert umfassen Kompetenzen Fähigkeiten, Fertigkeiten und Wissen, aber auch Bereitschaften, Haltungen und Einstellungen, über die Schüler verfügen müssen, um neuen Anforderungssituationen gewachsen zu sein. Damit sollen Schüler ihr Wissen und ihre Kompetenzen mittels der von der EDK beim HarmoS-Konkordat empfohlenen nationalen oder internationalen Portfolios dokumentieren können.
In der ersten Projektphase wurden die Grundlagen gelegt, welche Begriffe verwendet werden, welche Vorstellungen mit diesen Begriffen verbunden sind, und wie der gemeinsame Lehrplan konzeptionell aufgebaut ist und wie er erarbeitet werden soll. Anstelle der bisherigen Jahrgangsziele, wurden die 11 Schuljahre in drei Zyklen eingeteilt. Der Kindergarten kommt mit der ersten und zweiten Klasse der Primarschule in den 1. Zyklus. Der 2. Zyklus umfasst die dritten bis sechsten Schuljahre der Primarschule und der 3. Zyklus die drei Schuljahre der Sekundarstufe I. Damit bilden die ersten 8 Schuljahre die Primarstufe (inkl. Kindergarten), während die Schuljahre 9–11 zur Sekundarstufe I gehören. Die bisherigen Einzelfächer wurden in Fachbereichen (Sammelfächern) zusammengefasst. Für jeden Fachbereich wurden Kompetenzen beschrieben, die nach einem Kompetenzaufbauschema in vier Stufen gegliedert wurden.
Im März 2010 verabschiedete die Plenarversammlung der D-EDK die 40-seitigen «Grundlagen für den Lehrplan 21» und das Projektmandat für das Erarbeitungsprojekt des Lehrplans 21.

## Lehrplan 21
Im Oktober 2010 begann die Erarbeitung des Lehrplans anhand der «Grundlagen für den Lehrplan 21» (konzeptioneller Aufbau und wie er erarbeitet werden soll). Gleichzeitig nahmen die Fachbereichteams, welche die Lehrpläne für die einzelnen Fachbereiche erarbeiteten, ihre Arbeit auf.
Der Aufbau des Lehrplans soll Schülern ermöglichen, überprüfbares Wissen und Fähigkeiten zu erwerben, die sie in unterschiedlichen Situationen anwenden und umsetzen können. Mindestansprüche (nationale Bildungsstandards) sollen festgelegt und darauf aufbauend weiterführende Ziele formuliert werden. Er soll leistungsorientiert und verbindlich festlegen, was die Schüler am Ende der 2., 6. und 9. Klasse wissen und können sollen.
2013 wurde die 2. Version der Lehrplanvorlage mit 557 Seiten, 453 Kompetenzen und 3123 Kompetenzstufen veröffentlicht und in die Konsultation gegeben. Die geäusserte Kritik zum Lehrplanentwurf betrafen den Umfang und Detaillierungsgrad sowie teilweise die Höhe der Anforderungen. Aufgrund der Kritik wurde der Lehrplan um 20 % gekürzt sowie Kompetenzen weniger kleinschrittig beschrieben. Neu umfasst er 470 Seiten, 363 Kompetenzen und 2304 Kompetenzstufen.
Zur Einführung des Lehrplans musste abgeklärt werden, welche Lehrbücher mit der Kompetenzorientierung bereits kompatibel waren (Beispiel: Die Sprachstarken) und wo von den Verlagen neue Lehrmittel entwickelt werden müssen.
Für die Einführung des Lehrplans 21 sind die Kantone verantwortlich. Bis Ende 2017 hatten 17 Kantone Lehrpläne, die auf dem Lehrplan 21 basieren, beschlossen und veröffentlicht. Bis Schuljahr 2022/23 werden alle Kantone die Einführung des Lehrplans 21 abgeschlossen haben. Die Verfahren dazu sind je nach Rechtslage kantonal verschieden und die Kantone können den Lehrplan 21 dort abändern, wo sie es als nötig und richtig erachten.
Im Oktober 2020 verabschiedete der Bildungsrat des Kantons Basel Landschaft einen von Lehrpersonen erstellten strukturierten und übersichtlichen 7-seitigen Lehrplan mit «Stoffinhalten und Lernzielen» für den Englischunterricht in der Sekundarschule.

### Lernziele in Form von Kompetenzen (Auswahl)
Schüler können ...
- Deutsch (1. Zyklus, D.4.A.1): ... einzelne Laute heraushören, diese den passenden Buchstaben zuordnen und einzelne Wörter lautgetreu verschriften.
- Mathematik (1. Zyklus, MA.1.A.3.b): ... auf den nächsten 10er ergänzen.
- Mathematik (2. Zyklus, MA.1.A.3.f): ... Grundoperationen mit dem Rechner ausführen.

### Beurteilung von Kompetenzen
Die Noten orientieren sich in der Regel am Erreichen der Lernziele. Die zu erreichenden Ziele werden im Lehrplan 21 in Form von Kompetenzen definiert. Die geltenden Definitionen der Notenskala sind je nach Kanton unterschiedlich. Der Lehrplan 21 regelt die Form der Leistungsbeurteilung nicht, Noten sind bei ihm auch möglich.
Kompetenz ist nicht einfach sichtbar und kann nur aus der Art, wie die Aufgaben gelöst werden, beziehungsweise von der Performanz abgeleitet werden. Die Kompetenzbeschreibungen sollen die Beurteilung des Leistungsstands der Schüler erleichtern. Mit Hilfe von Beurteilungsblättern soll die Herleitung der Gesamtbeurteilung im Zeugnis für Schüler und Eltern nachvollziehbar gestaltet werden können. Die Ableitung der Zeugnisnoten aus den Prädikaten der Beurteilungsblätter bleibt ein Ermessensentscheid und kann nicht arithmetisch ermittelt werden.
Ob die Schüler die Grundansprüche oder weitere Kompetenzstufen des jeweiligen Zyklus erfüllen, kann erst am Ende eines Zyklus beurteilt werden, da der Lehrplan 21 die Grundansprüche nicht für jedes Schuljahr definiert.
Die Pisa-Aufgaben 2018 sind zu rund 80 Prozent mit den Lesekompetenzen des Lehrplans 21 kongruent. Bei Pisa 2018 liegen 24 Prozent (Pisa 2015: 20 Prozent) der getesteten Schweizer Schulabgänger unterhalb des Niveaus 2 (sechsteiliger Kompetenzniveau-Raster), zusammen mit denjenigen mit Niveau 2 sind es 47 Prozent.

## Öffentliche Debatte

### Befürworter
Die Volksinitiativen würden das Bildungsangebot einschränken. Ein Kanton, der den Lehrplan 21 ablehnen würde, wäre landesweit isoliert. Mit dem Lehrplan 21 werde auf die Entwicklungen seit dem letzten Lehrplan reagiert. Bei Annahme der Volksinitiative mit dem Lehrplan 21 müsse man zurück auf Feld 1, deshalb sollte ein erfolgreiches System nicht geändert werden. Der Lehrplan werde aufgrund pädagogischer Grundsätze und Richtlinien erarbeitet. Die bereits in den Lehrplan 21 investierten Millionenbeträge würden verloren gehen.
Die Tatsache, dass jeder Kanton eigene Lehrpläne und Schulsysteme besitzt, die sich teilweise stark unterscheiden, sei für Familien, welche von einem Kanton in einen anderen umziehen, oftmals eine grosse Belastung. Deshalb sei es sinnvoll, gewisse allgemeine Vorgaben zu machen, wie sprachregionale Lehrpläne oder eine gleich lange Schulpflicht. Diese Gemeinsamkeiten würden zudem die Chancengleichheit unter den Kantonen erhöhen. Bislang unterschieden sich die prozentualen Anteile an Gymnasiasten innerhalb der Schweiz stark.
Die Bildungsdirektorin sprach von einem eindrücklichen Pionierwerk und von der grössten Neuerung seit Einführung des Schulobligatoriums. NZZ vom 20. Dezember 2013. Viel werde sich mit dem Lehrplan 21 gar nicht ändern, sagt Amsler. Denn es handle sich dabei nicht um ein Reformvorhaben. Für die Lehrpersonen bleibt die Wahl der Methode vollkommen frei, sagte Bildungsdirektorin Steiner.

### Kritiker
Als strukturelle Hauptkritikpunkte werden die frühe obligatorische Einschulung, die Transformation des Kindergartens, die zunehmende Verstaatlichung der Erziehung zulasten der Erziehungsberechtigung der Eltern, die Verschiebung der Schulhoheit von den Kantonen auf nicht-demokratisch gewählte Gremien (EDK) verbunden mit der De-facto-Abschaffung der demokratischen Mitsprache in Bildungsangelegenheiten genannt.
Als inhaltliche Hauptkritikpunkte werden erwähnt, dass mit der Kompetenzorientierung nicht mehr der Erwerb von klassischem Schulstoff im Zentrum stehe, sondern der Erwerb von Kompetenzen und damit würden Bildungsinhalte beliebig. Da der Kompetenzbegriff auch Haltungen und Einstellungen beinhalte, könnten die Schüler ideologisch beeinflusst werden. Die Bildungsverwaltung würde auf modische Versprechungen setzen und internationalen Organisationen wie der OECD, statt erfahrenen Bildungspraktikern und vorgängiger Erprobung von Neuem vertrauen. Bewährte Eigenheiten des schweizerischen Bildungswesens würden verloren gehen. Mit den «selbstgesteuerten Lernen» würde die Sozialform des Klassenunterrichts abgeschafft, der Lehrer zum «Lernbegleiter» degradiert und ein massiver Bildungsabbau in Kauf genommen. Die Abschaffung der Jahrgangsziele würde das Ziel, die Kinder in allen Fächern auf vergleichbares Niveau zu bringen, aufgegeben, was Transparenz, Chancengleichheit und vereinfachte Mobilität erschweren würde.
Die einseitige Ausrichtung der Lehrmittel auf den Konstruktivismus bedeutet eine erhebliche Beeinträchtigung der Methodenfreiheit, denn mit dem Lehrmittelzwang geht auch ein Methodenzwang einher. Es wird dem Unterrichtenden verunmöglicht, seine Methoden an die unterschiedlichen Lerntypen, Themen, Alters- und Leistungsstufen anzupassen. Schlimmer noch: Konstruktivistische Lehrmittel drängen den Unterrichtenden förmlich aus dem Lernprozess der Kinder hinaus, da diese ja laut Theorie «eigenverantwortlich» zu lernen haben.

## Volksabstimmungen
Die «Verwaltungsvereinbarung» als gesetzliche Grundlage verhindert, im Gegensatz zum Konkordat, dass die kantonalen Parlamente und das Volk über den Lehrplan 21 abstimmen können. Deshalb entstanden in elf Kantonen Volksinitiativen. In acht Kantonen wurden die Volksinitiativen mit Zweidrittelmehrheit abgelehnt, in den Kantonen Bern, Graubünden und Zürich mit Dreiviertelmehrheit. Die Initiativen forderten mehr Mitbestimmung und wollten, dass die Bildungsräte (Kantonsregierung, Exekutive) die von ihnen erarbeiteten Lehrpläne nicht selber genehmigen können, sondern dass das kantonale Parlament (Legislative) oder das Volk (Fakultatives Referendum) das letzte Wort haben sollten. Das wäre auch beim Lehrplan 21 der Fall. In den Initiativkomitees verschiedener Kantone betätigten sich Personen aus den Netzwerken des ehemaligen Vereins zur Förderung der Psychologischen Menschenkenntnis.